# Вентспилс (район)
Вентспилс (на латвийски: Ventspils rajons) е район в най-западната част на Латвия. Административен център е град Вентспилс. Населението на района е 14 530 души, а територията е 2462 km2. Районът граничи с Балтийско море на запад, Кулдига на юг и Талси на изток.

## Населени места
| - Анце - Варве - Злекю - Зиру - Пилтене - Попе |  | - Пузе - Таргале - Угале - Усма - Ужава - Юркалне |